# Bruno Bošnjak
Pour les articles homonymes, voir Bošnjak (homonymie).
Bruno Bošnjak, né le 9 juillet 1983, est un snowboardeur handisport croate.

## Palmarès

### Jeux paralympiques d'hiver
- Jeux paralympiques d'hiver de 2018
  -  Médaille de bronze en Banked slalom
  - 6e en Snowboard Cross